# سوزان آنسباش
سوزان آنسباش (بالإنجليزية: Susan Anspach)‏ هي مغنية وكاتِبة وممثلة أمريكية، ولدت في 23 نوفمبر 1942 بنيويورك في الولايات المتحدة، وتوفيت في 2 أبريل 2018 بلوس أنجلوس في الولايات المتحدة بسبب قصور القلب. بدأت مشوارها المهني سنة 1961.

## أعمال

### أفلام
- (1970) خمس قطع سهلة

## وصلات خارجية
- سوزان آنسباش على موقع IMDb (الإنجليزية)
- سوزان آنسباش على موقع روتن توميتوز (الإنجليزية)
- سوزان آنسباش على موقع ألو سيني (الفرنسية)
- سوزان آنسباش على موقع ميوزك برينز (الإنجليزية)
- سوزان آنسباش على موقع أول موفي (الإنجليزية)
- سوزان آنسباش على موقع قاعدة بيانات برودواي على الإنترنت (الإنجليزية)
- سوزان آنسباش على موقع قاعدة بيانات الأفلام السويدية (السويدية)
- سوزان آنسباش على موقع إن إن دي بي (الإنجليزية)
- سوزان آنسباش على موقع ديسكوغز (الإنجليزية)
- سوزان آنسباش على موقع قاعدة بيانات الفيلم (الإنجليزية)